# Сперлонга
Сперлонга (итал. Sperlonga) је насеље у Италији у округу Латина, региону Лацио.
Према процени из 2011. у насељу је живело 3008 становника. Насеље се налази на надморској висини од 10 м.

## Становништво
Према резултатима пописа становништва 2011. у општини је живело 3.334 становника.
| 1931. | 1936. | 1951. | 1961. | 1971. | 1981. | 1991. | 2001. | 2011. |
| ----- | ----- | ----- | ----- | ----- | ----- | ----- | ----- | ----- |
| 2.465 | 2.647 | 2.823 | 3.358 | 3.493 | 3.592 | 3.400 | 3.102 | 3.334 |